# Саввинов, Афанасий Николаевич
Афанасий Николаевич Саввинов (1890 год, Туобуйинский наслег, Вилюйский округ, Якутская область — 29 мая 1964 года, Якутская АССР, РСФСР, СССР) — коневод, заведующий коневодческой фермой колхоза имени Молотова Верхне-Вилюйского района, Якутская АССР. Герой Социалистического Труда (1949).

## Биография
Родился в 1890 году в семье потомственного охотника в Туобуйинском наслеге. Трудовую деятельность начал подростком в 14 лет. Занимался охотой и батрачеством. После Октябрьской революции принимал активное участие в установлении советской власти, участвовал в деятельности комитета бедноты в Вилюйском округе. С 1933 года — член и позднее председатель исполкома Туобуйинского наслежного совета. В 1935 году участвовал в организации колхоза имени Молотова Верхневилюйского района. Был заместителем председателя и председателем этого же колхоза. С 1943 года — бригадир полеводческой бригады, заведующий коневодческой фермы.
На коневодческой ферме при руководстве Афанасия Саввинова применялся передовой опыт присмотра за зимней тебенёвкой. Использовал особый метод приучения табуна к постоянным маршрутам зимнего выпаса. За период с 1945 по 1948 год коневодческая ферма ежегодно достигла стопроцентных показателей выжеребки, получив за это время 203 жеребёнка от 203 кобыл. В 1948 году было выращено 61 жеребёнка от 61 кобыл. За получение высокой продуктивности животноводства в 1948 году удостоен звания Героя Социалистического Труда указом Президиума Верховного Совета СССР от 30 июня 1949 года с вручением ордена Ленина и золотой медали «Серп и Молот».
Скончался по болезни в 1964 году.